# Tachibana no Naramaro
Tachibana no Naramaro (橘奈良麻呂 (Quất Nại Lương Ma Lữ) 721–757) là công khanh (kuge), triều thần, và chính khách thời Nara. Ông là con trai của sadaijin (Tả đại thần) Tachibana no Moroe và là tộc trưởng thứ hai của gia tộc Tachibana. Ông được ban tước vị Chính tứ vị hạ (正四位下 shō shi-i no ge) và chức Tham nghị, sau khi mất được thăng lên Chính nhất vị (正一位 shō ichi-i) và daijō daijin (Thái chính đại thần).
Naramaro là người bày mưu thay thế Fujiwara no Nakamaro và phế truất Nữ Thiên hoàng Kōken (Âm mưu của Tachibana no Naramaro). Ông dự định tụ tập tất cả các thành phần hào tộc chống đối như họ Otomo, họ Saeki, họ Tajii làm một cuộc đảo chính mưu trừ cánh Nakamaro. Thế nhưng âm mưu bị kẻ khác mật báo nên bất thành. Naramaro bị bắt giam rồi chết trong ngục.

## Thân thế
Cha của Naramaro là Moroe được Thiên hoàng Shōmu tin cậy giao phó việc cai trị, và đến năm 743 được thăng cấp Tòng nhất vị (従一位 ju ichi-i) và sadaijin.
Năm 740, Naramaro được phong cấp Tòng ngũ vị hạ (従五位下 ju go-i no ge) và sau thăng lên Tòng ngũ vị thượng (従五位上 ju go-i no jō). Năm 741, ông được đề cử làm Daigaku-no-kami (Đại học đầu), đến năm 743 nâng lên Chính ngũ vị thượng (正五位上 shō go-i no jō), năm 745 giữ chức Đại phu xứ Settsu (摂津大夫), năm 746 làm phụ tá Dân Bộ Tỉnh gọi là Dân Bộ Đại phụ (民部大輔), sang năm 747 thăng cấp Tòng tứ vị hạ (従四位下 ju shi-i no ge).
Năm 749, Thiên hoàng Shōmu thoái vị, và Nữ Thiên hoàng Kōken lên ngôi. Fujiwara no Nakamaro, kẻ được Kōken sủng ái và Hoàng thái hậu Kōmyō hết sức tín cẩn, nhanh chóng vươn lên nắm giữ quyền hành và nảy sinh mâu thuẫn với Moroe. Cùng năm đó, Naramaro thăng lên Tòng tứ vị thượng (従四位上 ju shi-i no jō), và được bổ nhiệm làm Thị tòng và Tham nghị.
Năm 755, Moroe được cho là đã phỉ báng triều đình trong một bữa tiệc. Ông đành từ chức vào năm sau, và qua đời trong nỗi thất vọng vào năm 757.
Năm 756, cựu Thiên hoàng Shōmu băng hà, tuân theo di nguyện của ông Hoàng tử Funado được phong làm hoàng thái tử. Tuy nhiên, vào năm 757, Kōken đã loại bỏ vị hoàng tử này lấy cớ ông có hành vi vô đạo đức, và hai tháng sau đó thay thế Funado bằng ứng cử viên ưa thích của Nakamaro, Hoàng tử Ōi, tức tân Thiên hoàng Junnin.

## Mưu phản và bị bắt
Một tháng sau, Naramaro được cử làm Hữu đại biện (右大弁 sadaiben) bên trong Daijō-kan (Thái chính quan). Naramaro vô cùng bất mãn với hành vi độc chiếm quyền hành của Nakamaro, và cùng với một nhóm hào tộc bao gồm Ōtomo no Komaro và Ono no Azumabito, muu tính loại trừ Nakamaro. Naramaro bèn tổ chức các cuộc tụ họp và ngầm chiêu mộ thêm lực lượng theo mình, nhưng rủi thay âm mưu bị lộ. Fujiwara no Otosada hay tin vội chạy tới mật báo cho Nakamaro rằng Naramaro và đồng bọn đang sửa soạn vũ khí dấy loạn.
Ngày 26 tháng 7 năm 757, Kamitsumichi no Hitatsu tiết lộ rằng Ono no Azumabito đã tiếp cận mình nhằm lôi kéo theo âm mưu của phe cánh Naramaro, và Azumabito liền bị quan quân bắt giam và thẩm vấn. Bị tra tấn bằng gậy gộc, Azumabito đã thú nhận tất cả mọi chuyện. Theo kế hoạch thì Naramaro cử binh và ra tay giết Nakamaro, sau đó ép hoàng thái tử nhượng vị. Đánh cắp ấn tín và chuông trạm của Thiên hoàng, rồi để Fujiwara no Toyonari lên nắm quyền trị quốc, buộc Thiên hoàng thoái vị và chọn một vị hoàng tử cùng phe cánh lên làm tân Thiên hoàng. Các ứng cử viên này bao gồm Hoàng tử Funado, Hoàng tử Kibumi, Hoàng tử Asukabe, và Hoàng tử Shioyaki.
Những người theo phe cánh Azumabito, gồm có Naramaro, Funado, Hoàng tử Kibumi, Tajihi no Kōshikai (多治比犢養), và Kamo no Tsunotari (賀茂角足), đều bị bắt giữ vào đầu năm tới. Khi được Fujiwara no Nagate thẩm vấn, Naramaro nói rằng vì chính quyền hủ bại, ông dự trù khởi binh và kháng nghị. Khi Nagate hỏi nguyên nhân nào khiến Naramaro phải làm vậy, ông trả lời rằng triều đình đang xây dựng những ngôi chùa như Tōdai-ji trong lúc nhân dân đói khổ. Nagate cho biết Tōdai-ji được xây dựng vào thời của cha Naramaro nên Naramaro không còn đối đáp được gì nữa. Theo lời thú nhận của Saeki no Matanari, Naramaro lần đầu tiên khởi sự mưu phản là khi Thiên hoàng Shōmu có chuyến tuần du tới Namba vào năm 745, và mời Matanari to tham gia vào thời điểm đó. Sau khi thẩm vấn, Matanari đã tự sát.

## Kết cuộc
Dù hình phạt dành cho những kẻ mưu phản thường là tử hình, Nữ Thiên hoàng Kōken đã ra lệnh miễn xử tử họ và thay vào đó cho lưu đày. Thế nhưng, Nakamaro muốn thiết lập nền tảng pháp trị vững chắc dưới quyền mình nên không mủi lòng chút nào cả. Ngày hôm sau, những kẻ có liên quan đến âm mưu phản nghịch, bao gồm Hoàng tử Funado, Hoàng tử Kibumi, Komaro, và Kōshikai, đều bị đánh tới tấp bằng gậy trên khắp cơ thể, dưới sự giám sát của một nhóm bao gồm Nagate, Kudara no Konikishi, và Hoàng tử Fune. Azumabito đành phải thú nhận những tưởng sẽ được tha tội mà cũng bị đối xử như vậy. Sau nhiều giờ bị tra tấn khốc liệt, các nạn nhân không chịu được đau đớn cùng cực đã chết trong tù. Số phận của Naramaro không được ghi lại trong Shoku Nihongi (Tục Nhật Bản kỷ), nhưng cái chết của ông được cho là theo cách thức tương tự. Tư liệu ghi chép về ông có thể đã bị xóa bỏ khi cháu gái của Naramaro là Tachibana no Kachiko trở thành Hoàng hậu (皇后) của Thiên hoàng Saga. Tuy nhiên, tên tuổi của Naramaro vẫn tiếp tục xuất hiện trong Shoku Nihongi sau khi âm mưu bị vạch trần, vì vậy giả thuyết này cũng có vấn đề.
Trớ trêu thay, sau cái chết của Naramaro, con trai của ông Kiyotomo được sinh ra, và con gái của Kiyotomo là Kachiko đã hạ sinh cho Thiên hoàng Saga người kế vị tương lai là Thiên hoàng Ninmyō. Trong khi đó, chính kỳ phùng địch thủ của Naramaro là Nakamaro đã dấy loạn và bị triều đình tiêu diệt. Năm 847, Naramaro được truy phong các cấp bậc mà kẻ thù cũ của ông đã bị tước bỏ: Chính nhất vị (正一位 shō ichi-i) và daijō daijin (Thái chính đại thần).

## Phả hệ
- Cha: Tachibana no Moroe
- Mẹ: Fujiwara no Tabino (藤原多比能 Đằng Nguyên Đa Tỷ Năng?), con gái của Fujiwara no Fuhito
- Vợ: xuất thân từ gia tộc Ōhara [ja]?
  - Con trai trưởng: Tachibana no Yasumaro (橘安麻呂 Quất An Ma Lữ?, 739–821)
- Vợ: con gái của Ōtomo no Koshibi
  - Con trai thứ: Tachibana no Shimadamaro (橘島田麻呂 Quất Đảo Điền Ma Lữ?, 750–?)
- Vợ: con gái của Fujiwara no Umakai?
  - Con trai thứ: Tachibana no Irii (橘入居 Quất Nhập Cư?, ?–800)
- Vợ: con gái của Awata no Hitokami (粟田人上 Túc Điền Nhân Thượng?)
  - Con trai thứ: Tachibana no Kiyotomo (橘清友 Quất Thanh Hữu?, 758–789)
- Vợ không rõ tên:
  - Con trai thứ: Tachibana no Kiyono (橘清野 Quất Thanh Dã?, 750–830)